# Lucas Lovat
Lucas Lovat (* 15. ledna 1997, Florianópolis) je brazilský fotbalový obránce, od ledna 2024 hráč ruského klubu RFK Achmat Groznyj. Mimo Brazílii působil na klubové úrovni na Slovensku. Nastupuje na levém kraji obrany, dokáže podpořit útok.

## Klubová kariéra
Svoji fotbalovou kariéru začal v mužstvu Avaí FC, kde se v roce 2015 propracoval do "áčka". V létě 2016 odešel hostovat do klubu Grêmio Foot-Ball Porto Alegrense. kde nastupoval za výběr do 20 let. V dresu prvního týmu neodehrál žádný zápas, byl pouze na lavičce náhradníků. V dubnu 2017 se vrátil z hostování do Avaí.

### FC Spartak Trnava
V zimním přestupovém období ročníku 2018/19 zamířil do Evropy, kde se dohodl na kontraktu se slovenským mužstvem FC Spartak Trnava.

#### Sezóna 2018/19
Ligový debut v dresu Spartaku si odbyl ve 20. kole hraném 23. února 2019 proti klubu FC DAC 1904 Dunajská Streda (výhra 3:1), na hrací plochu přišel v 61. minutě namísto Fabiana Miesenböcka. S Trnavou došel na jaře 2019 až do finále slovenského poháru, ve kterém Spartak porazil celek MŠK Žilina v penaltovém rozstřelu, Lovat svůj pokus proměnil. Za půl roku nastoupil k 10 střetnutím v lize.

#### Sezóna 2019/20
6. 7. 2019 odehrál za mužstvo celých devadesát minut v utkání Česko-slovenského Superpoháru hraného v Trnavě proti českému celku SK Slavia Praha, kterému Spartak Trnava podlehl v poměru 0:3. Se Spartakem postoupil přes bosenský celek FK Radnik Bijeljina do druhého předkola Evropské ligy UEFA 2019/20, kde s Trnavou vypadl po prohře 0:2 venku a výhře 3:1 doma kvůli pravidlu venkovních gólů s bulharským klubem PFK Lokomotiv Plovdiv. Svůj první ligový gól v sezoně zaznamenal 5. října 2019 v souboji s Dunajskou Stredou (prohra 1:2), když v 68. minutě srovnával na 1:1. Na podzim 2019 odehrál ve všech soutěžích 22 zápasů. ve kterých dal dvě branky a na dalších sedm přihrál.

### ŠK Slovan Bratislava
V lednu 2020 uzavřel v den svých 23. narozenin na Slovensku kontrakt na čtyři a půl roku se Slovanem Bratislava, kde rozšířil konkurenci na postu levého obránce. Ve Slovanu se sešel s Myentym Abenou, s nímž působil ve Spartaku Trnava.

#### Sezóna 2019/20
Svůj první ligový start za "belasé" si připsal 1. 3. 2020 ve 21. kole v souboji s týmem FC Nitra (výhra 1:0), odehrál celé střetnutí. Slovanu pomohl k obhajobě titulu z předešlé sezony 2018/19. Slovan Bratislava na jaře 2020 získal i ligový pohár a i když Lovat za něj v tomto ročníku neodehrál žádný pohárový zápas, přísluší medaile za tento úspěch i jemu, protože byl tehdy součástí tohoto celku. Na jaře 2020 nastoupil k pěti ligovým duelům, ve všech z nich hrál od první minuty.

#### Sezóna 2020/21
Na jaře 2021 vybojoval se Slovanem ligový primát, který byl pro mužstvo již třetí v řadě. Zároveň s mužstvem získal podruhé za sebou po výhře 2:1 po prodloužení nad celkem MŠK Žilina domácí pohár a klubu pomohl poprvé v jeho historii k obhájení doublu. Během ročníku odehrál v lize 13 střetnutí.

#### Sezóna 2021/22
Před podzimní částí sezony se zranil a Slovanu byl k dispozici až od jara. V ročníku 2021/22 pomohl svému zaměstnavateli již ke čtvrtému titulu v řadě, což Slovan dokázal jako první v historii slovenského fotbalu. V tomto roce nastoupil k šesti ligovým zápasům.

#### Sezóna 2022/23
Se Slovanem Bratislava byli zařazen do základní skupiny H Evropské Konferenční ligy UEFA 2022/2023, kde v konfrontaci se soupeři: FC Basilej (Švýcarsko) - (výhra 2:0 venku a remíza 3:3 doma), FK Žalgiris (Litva) - (remíza 0:0 doma a výhra 2:1 venku) a FC Pjunik Jerevan (Arménie) - (prohra 0:2 venku a výhra 2:1 doma) s ním postoupili se ziskem 11 bodů jako vítěz skupiny poprvé v novodobé historii Slovanu do jarní vyřazovací fáze některé evropské pohárové soutěže. V ní ale se Slovanem vypadli po penaltovém rozstřelu v osmifinále s Basilejí. Lovat celkem v této sezoně pohárové Evropy odehrál osm utkání. 
Svoji první a zároveň i jedinou ligovou branku v ročníku vsítil 7. května 2023 při vítězství 3:2 nad týmem FC DAC 1904 Dunajská Streda, Slovan i díky němu zvýšil v tabulce náskok na tohoto soupeře na pět bodů. Na konci sezony získal se Slovanem Bratislava titul, který byl pro mužstvo již historicky pátý v řadě. V lize během této sezony nastoupil k 24 střetnutím.

#### Sezóna 2023/24
Se Slovanem postoupili přes lucemburský klub FC Swift Hesper (remíza 1:1 doma a výhra 2:0 venku) a celek HŠK Zrinjski Mostar z Bosny a Hercegoviny (výhra 1:0 venku a remíza 2:2 doma) do třetího předkola Ligy mistrů UEFA 2023/2024, ve kterém vypadli po prohrách 1:2 doma a 1:3 venku s izraelským týmem Makabi Haifa FC a byli přesunuti do čtvrtého předkola - play-off Evropské ligy UEFA 2023/2024, ve kterém nepostoupili po domácí výhře 2:1 a prohře 2:6 venku přes mužstvo Aris Limassol z Kypru a kvalifikovali se tak do skupinové fáze Evropské Konferenční ligy UEFA 2023/2024. Se Slovanem Bratislava byli zařazeni do základní skupiny A, kde v konfrontaci s kluby Lille OSC (Francie) - (prohra 1:2 venku a remíza 1:1 doma), NK Olimpija Lublaň (Slovinsko) - (výhra 1:0 venku a prohra 1:2 doma) a KÍ Klaksvík (Faerské ostrovy) - (výhry doma i venku 2:1). skončili se ziskem deseti bodů na druhém místě tabulky a podruhé za sebou postoupili do jarní vyřazovací části této soutěže. V ní si však kvůli zimnímu odchodu nezahrál, celkově tak v této sezoně pohárové Evropy nastoupil k 11 zápasům, ve kterých gól nedal. Poprvé a zároveň naposledy v ročníku za Slovan zaznamenal gól v 11. kole v souboji se Spartakem Trnava, když dával v 76. minutě na konečných 2:1. V lize na podzim 2023 odehrál 10 utkání a vstřelil jednu branku. V jarní části sezony 2023/2024 získal Slovan Bratislava svůj šestý ligový titul v řadě a celkově jubilejní 30. v historii týmu, na jehož zisku se Lovat částečně podílel.

### RFK Achmat Groznyj
V lednu 2024 přestoupil za částku údajně 350 tisíc eur do ruského celku RFK Achmat Groznyj, kde podepsal smlouvu do konce ročníku 2026/2027.